# Valle del Itata

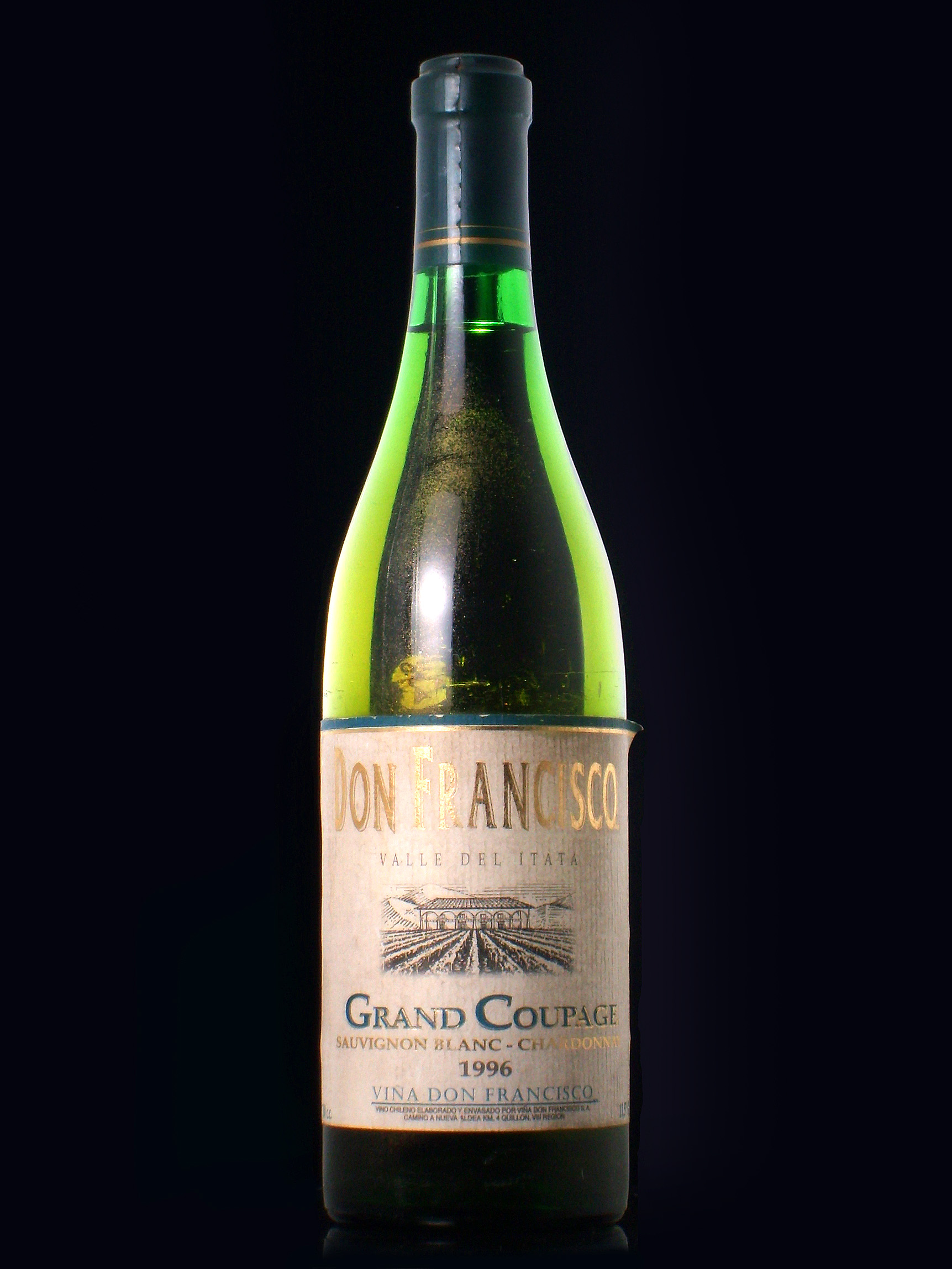
Vino blanco del Valle del Itata.

Valle del Itata es una denominación de origen para vinos chilenos procedentes de la subregión vitícola homónima que se ajusten a los requisitos establecidos por el Decreto de Agricultura nº 464 de 14 de diciembre de 1994, que establece la zonificación vitícola del país y fija las normas para su utilización como denominaciones de origen.

## Áreas vitícolas
La subregión vitícola Valle del Itata se encuadra dentro de la región vitícola del Sur y distinguiéndose dentro de esta subregión cuatro áreas vitícolas que corresponden a 13 comunas a saber:
- El área vitícola de Chillán, compuesta por las comunas administrativas de Chillán, Bulnes, San Carlos y Chillán Viejo
- El área vitícola de Quillón, compuesta por las comunas administrativas de Quillón, Ránquil y Florida
- El área vitícola de Portezuelo, compuesta por las comunas administrativas de Portezuelo, Ninhue, Quirihue y San Nicolás
- El área vitícola de Coelemu, compuesta por las comunas administrativas de Coelemu y Treguaco

## Tradición vinícola
De acuerdo al Catastro Vitícola Nacional del año 2013, las viñas plantadas correspondientes a las regiones de Ñuble y del Biobío, fueron 8.998,52 ha, de las cuales 7.359,87 ha se encuentran en la Región de Ñuble en su totalidad, de estas 7.266,36 corresponden a las comunas que conforman la subregión vitícola de Valle del Itata según el decreto, incluida la comuna de Florida mientras que 93.51 ha corresponden a las comunas de Cobquecura, El Carmen, Ñiquén, San Ignacio y Yungay.
Adicionalmente, existen en la Región del Biobío, 188,94 ha correspondientes a cuatro comunas de la provincia de Concepción: Coronel, Hualqui, Santa Juana y Tomé.
Los viñedos ocupan una extensión aproximada de 10.800 ha, siendo las variedades más cultivadas las blancas Chardonnay y Moscatel de Alejandría y la tintas País y Cabernet Sauvignon.
La tradición vinícola de esta subregión se remonta a hace más de 400 años, y aún predominan las pequeñas fincas destinadas a la producción de vino para consumo familiar. A pesar de este hecho y antigüedad, en muchas zonas de Itata se dejó de producir vino con regularidad, dedicándose la mayoría de los productores a la venta de uvas para empresas y consorcios vitivinícolas, o simplemente, haciendo arranque o reemplazando viñedos por bosques.

## Controversia
Empresas productoras ligadas a la industria del vino chileno de reciente establecimiento en el Valle del Itata, suelen adjudicar o hacer mención con fines comerciales de un valle con 500 años de producción o tradición vinícola ininterrumpida, lo cual no coincide con las fechas de fundación y descubrimiento de ciudades cercanas al río Itata entre los años 1550 y 1580, a lo cual se suman los frecuentes retrocesos españoles y los intentos de reconquistas mapuche que se extendieron posterior hasta entrado el año 1600, realizando estos una constante quema de cultivos, entre los cuales contaban algunos viñedos cercanos al río. El conflicto de interés histórico parece estar dado al ser el río Itata el límite natural entre picunches y mapuches. Los picunches no opusieron resistencia mientras que los mapuches frenaron las empresas conquistadoras. Es cercano al año 1612 cuando se comienza a producir vino con regularidad en la frontera norte y sur del río Itata, coincidiendo con el establecimiento y extensión territorial de la Compañía de Jesús, quienes obtuvieron el material necesario desde sus colegiaturas ubicadas en: El Torreón, La Magdalena, La Chacarita, Perales, Cuchacucha; Longaví, Tomeco, Toguigue, Cato, Ñipas, Caimacaguin, Guaque, Conuco, San Joseph, Millague, Teguquelén, Ventura, El Roble y San Rosendo. La orden Jesuita fue finalmente expulsada en el año 1767, quedando todos sus bienes inventariados y a disposición del gobernador Antonio de Guill y Gonzaga.